# Szlakiem Grodów Piastowskich
A Szlakiem Grodów Piastowskich é uma carreira ciclista profissional por etapas polaca que se disputa na região de Silesia, no final do mês de abril ou primeiros de maio.
Começou-se a disputar em 1966 ainda que até 1997 foi uma carreira amador por isso a maioria dos seus ganhadores têm sido polacos. A partir de 1998 converteu-se em carreira profissional na categoria 2.5 (última categoria do profissionalismo). Desde a criação dos Circuitos Continentais UCI em 2005 faz parte do UCI Europe Tour primeiro dentro da categoria 2.2 (igualmente última categoria do profissionalismo) para ascender ao ano seguinte à 2.1,com o que a partir de dita data não pôde participar nenhuma equipa amadora. Desde 2007 mudou as suas datas tradicionais de finais do mês de abril disputando-se a partir desse ano no mês de maio.

## Palmarés
| Ano                          | Ganhador                | Segundo            | Terceiro              |
| Szlakiem Grodów Piastowskich |                         |                    |                       |
| ---------------------------- | ----------------------- | ------------------ | --------------------- |
| 1966                         | Henryk Kowalski         |                    |                       |
| 1967                         | Rajmund Zieliński       |                    |                       |
| 1968                         | Ryszard Gac             |                    |                       |
| 1969                         | Yuri Dmitriyev          |                    |                       |
| 1970                         | Ringold Kalnienieks     |                    |                       |
| 1971                         | Stanislaw Gazda         |                    |                       |
| 1972                         | Mieczyslaw Szurko       |                    |                       |
| 1973                         | Tadeusz Prasek          |                    |                       |
| 1974                         | Wieslaw Kornacki        |                    |                       |
| 1975                         | Edward Barcik           |                    |                       |
| 1976                         | Stanislaw Mikolajczuk   |                    |                       |
| 1977                         | Stanislaw Szozda        |                    |                       |
| 1978                         | Ryszard Szurkowski      |                    |                       |
| 1979                         | Slawomir Podwojniak     |                    |                       |
| 1980                         | Stanislaw Nieumierzycki |                    |                       |
| 1981                         | Ryszard Szurkowski      |                    |                       |
| 1982                         | Jerzy Jagiela           |                    |                       |
| 1983                         | Tadeusz Mytnik          |                    |                       |
| 1984                         | Zdzislaw Wrona          |                    |                       |
| 1985                         | Mieczysław Karłowicz    |                    |                       |
| 1986                         | Zdzislaw Wrona          |                    |                       |
| 1987                         | Zdzislaw Wrona          |                    |                       |
| 1988                         | Jacek Bodyk             |                    |                       |
| 1989                         | Zbigniew Rudyk          |                    |                       |
| 1990                         | Czeslaw Rajch           |                    |                       |
| 1991                         | Jozef Moczydlowski      |                    |                       |
| 1992                         | Artur Krzeszowiec       |                    |                       |
| 1993                         | Czeslaw Rajch           |                    |                       |
| 1994                         | Pawel Niedzwiecki       |                    |                       |
| 1995                         | Grzegorz Piwowarski     |                    |                       |
| 1996                         | Slawomir Chrzanowski    |                    |                       |
| 1997                         | Piotr Zaradny           | Artur Krzeszowiec  | Krzysztof Szafranski  |
| 1998                         | Andrzej Sypytkowski     | Piotr Zaradny      | Dariusz Wojciechowski |
| 1999                         | Piotr Wadecki           | Ondrej Slobodnik   | Bernard Bocian        |
| 2000                         | Piotr Wadecki           | Piotr Przydział    | Tomasz Lisowicz       |
| 2001                         | Eugen Wacker            | Ondřej Sosenka     | Remigius Lupeikis     |
| 2002                         | Krzysztof Szafranski    | Remigius Lupeikis  | Zbigniew Piątek       |
| 2003                         | Artur Krasinski         | Wojciech Pawlak    | Branko Filip          |
| 2004                         | Piotr Przydział         | Dawid Krupa        | Tomasz Kiendyś        |
| 2005                         | Zbigniew Piątek         | Radoslav Romanik   | Piotr Przydział       |
| 2006                         | Tomasz Kiendyś          | Marcin Sapa        | Wojciech Pawlak       |
| 2007                         | Tomasz Kiendyś          | Mitja Mahorič      | Bartosz Huzarski      |
| 2008                         | Bartosz Huzarski        | Tomasz Kiendyś     | Mitja Mahorič         |
| 2009                         | Mateusz Taciak          | Volodomyr Starchyk | Daniele Callegarin    |
| 2010                         | Marek Rutkiewicz        | Bartosz Huzarski   | Tomasz Marczynski     |
| 2011                         | Robert Vrečer           | Marek Rutkiewicz   | Łukasz Bodnar         |
| 2012                         | Marek Rutkiewicz        | Stefan Schumacher  | Mateusz Taciak        |
| 2013                         | Jan Bárta               | Davide Rebellin    | Mateusz Taciak        |
| 2014                         | Mateusz Taciak          | Marek Rutkiewicz   | Silvio Herklotz       |
| 2015                         | Paweł Bernas            | Mateusz Taciak     | Jiří Polnický         |
| CCC Tour-Grody Piastowskie   |                         |                    |                       |
| 2016                         | Oleksandr Polivoda      | Michele Gazzara    | Jiří Polnický         |
| 2017                         | Marek Rutkiewicz        | Leszek Pluciński   | Emanuel Piaskowy      |
| 2018                         | Łukasz Owsian           | Josef Černý        | Jan Tratnik           |
| 2019                         | Kamil Małecki           | Maciej Paterski    | Jannik Steimle        |

## Palmarés por países
| País            | Vitórias |
| --------------- | -------- |
| Polónia         | 47       |
| União Soviética | 2        |
| Quirguistão     | 1        |
| Eslovênia       | 1        |
| Chéquia         | 1        |
| Ucrânia         | 1        |